# Симфонічний оркестр Мальме
Симфонічний оркестр Мальме (швед. Malmö symfoniorkester) — шведський симфонічний оркестр, що базується в Мальме.
Заснований в 1924 році, перший концерт дав 18 січня 1925 р. З 1944 р. оркестр працював у міському театрі Мальме, поєднуючи щотижневі симфонічні концерти з музичним супроводом опер, балетів і оперет. З 1985 р. виступає в новому концертному залі «Сканіа».

## Головні диригенти
- Тор Манн (1925)
- Вальтер Майєр-Радон (1925-1929)
- Георг Шнеевойгт (1930-1947)
- Стен-Оке Аксельсон (1948-1961)
- Рольф Агопіт (1962-1964)
- Еліакум Шапіра (1969-1974)
- Янош Фюрст (1974-1977)
- Стіг Вестерберг (1978-1985)
- Вернон Хендлі (1986-1988)
- Брайан Прістмен (1988-1990, головний запрошений диригент)
- Джеймс Де Пріст (1991-1994)
- Пааво Ярві (1994-1997)
- Гілберт Варга (1997-2000, головний запрошений диригент)
- Маріо Венцаго (2002-2003, головний запрошений диригент)
- Крістоф Кеніг (2003-2006)
- Василь Синайський (з 2007 р.)